# Драган Јовић
Драган Јовић (Велика Кикинда, 22. октобар 1934 — Кикинда, 18. март 2001) био је српски глумац и редитељ.

## Младост
Основну школу завршио је у родној Кикинди, а студије глуме завршио је на Академији за казалишну уметност у Загребу. Током и после завршених студија, глумио је у Загребачком казалишту младих да би се вратио у свој родни град и примио се посла редитеља у Народном аматерском позоришту у Кикинди. Радио је као редитељ у бројним позориштима широм Југославије и као режисер драмског програма на Радио-телевизији Србије. Основао је приватно позориште „Арт театар” 1994. године. Добитник је бројних награда, па тако и Стеријине награде, која се сматра најугледнијом наградом у области позоришне уметности у Србији.

## Дела
Режирао је 160 позоришних представа, 130 радио-драма, пет телевизијских емисија и један филм, а у свом приватном позоришту „Арт театар” режирао је девет представа за децу и десет представа за одраслу публику. Многе његове представе игране су изван граница државе — у Мађарској, Пакистану, Индији, Ираку, Египту.
Познате представе у његовој режији јесу: „Па, извол'те у Сакуле”, „Женидба и удадба”, „Покондирена тиква”, „Сумњиво лице”, „Поп Ћира и поп Спира” и „Родољупци”.

## Награде
Добитник је бројних признања, а Стеријина награда се издваја као најзначајнија.